# Радомир Ковачевић
Радомир Ковачевић (Дрвар, 20. март 1954 — Београд, 14. јун 2006) био је српски џудиста. Освајач је бронзане медаље на Олимпијским играма 1980. године.

## Биографија
У Београду је завршио гимназију, а на Универзитету Токај у Јапану дипломирао филозофију спорта, спортску медицину и џудо.
Каријеру џудисте почео је у клубу Канарево Брдо, био је члан Џудо клуба Раковица из Београда. Репрезентативац Југославије постао је 1973. године. Био је вишеструки првак Југославије и репрезентативац у апсолутној категорији, првак Балкана 1980. у тешкој и апсолутној категорији, а бронзану медаљу 1977. Ковачевић је био првак Медитерана на играма у Сплиту 1979. године. Бронзане медаље освојио је на Европском првенству 1976. године и Светском првенству 1979.
Највећи успех у спортској каријери је остварио освајањем бронзане медаље на Олимпијским играма 1980. године у Москви.
Радио је као предавач у САД и као професор на Универзитету Лонг Ајленд. Био је капитен најугледнијег спортског клуба у Јапану, Токај универзитета.
Преминуо је 2006. године у Београду, оставио је за собом супругу и троје деце. Сахрањен је у Алеји заслужних грађана на Новом гробљу у Београду.